# Boves (Somme)
Boves és un municipi francès situat al departament del Somme i a la regió dels Alts de França. L'any 2007 tenia 2.814 habitants.

## Demografia

### Població

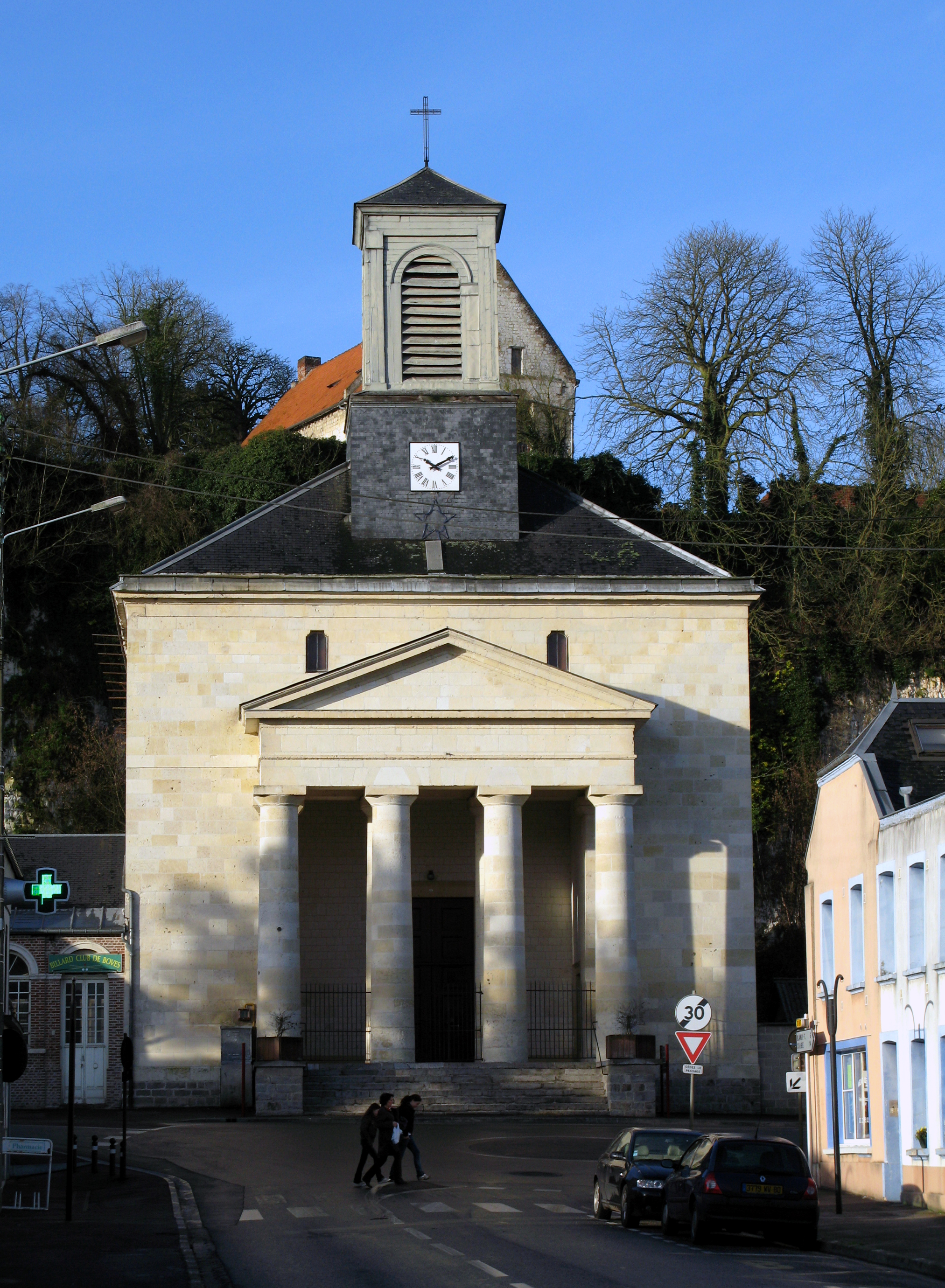
Església

El 2007 la població de fet de Boves era de 2.814 persones. Hi havia 1.168 famílies de les quals 323 eren unipersonals (106 homes vivint sols i 217 dones vivint soles), 366 parelles sense fills, 384 parelles amb fills i 95 famílies monoparentals amb fills.
La població ha evolucionat segons el següent gràfic:
Habitants censats

### Habitatges

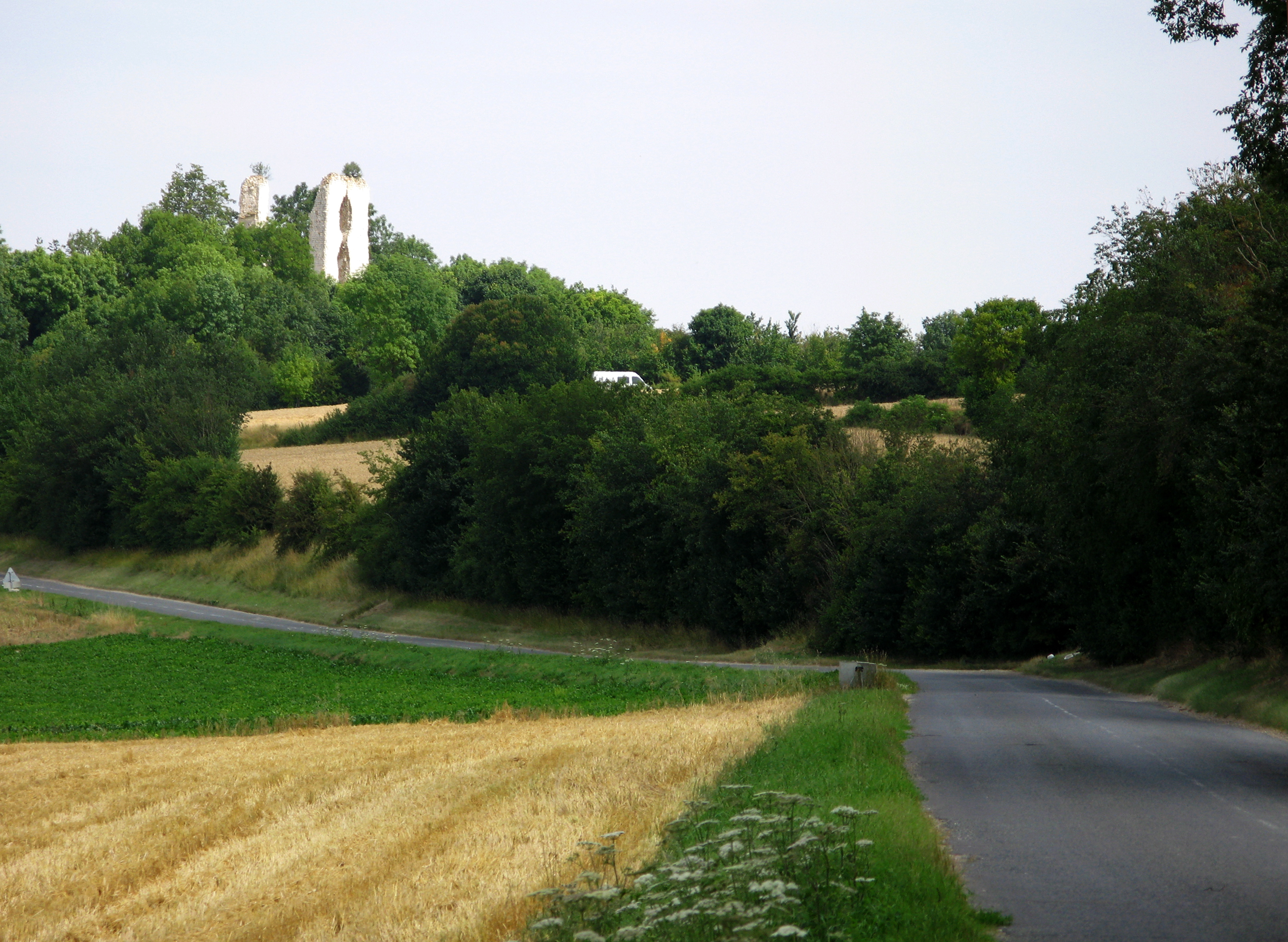
Vistes del castell

El 2007 hi havia 1.254 habitatges, 1.191 eren l'habitatge principal de la família, 7 eren segones residències i 56 estaven desocupats. 1.131 eren cases i 100 eren apartaments. Dels 1.191 habitatges principals, 933 estaven ocupats pels seus propietaris, 236 estaven llogats i ocupats pels llogaters i 22 estaven cedits a títol gratuït; 58 tenien una cambra, 68 en tenien dues, 109 en tenien tres, 306 en tenien quatre i 651 en tenien cinc o més. 812 habitatges disposaven pel capbaix d'una plaça de pàrquing. A 553 habitatges hi havia un automòbil i a 497 n'hi havia dos o més.

### Piràmide de població
La piràmide de població per edats i sexe el 2009 era:
| Homes | Edats   | Dones |
| ----- | ------- | ----- |
| 0     | 95 o +  | 0     |
| 0     | 90 a 94 | 12    |
| 20    | 85 a 89 | 28    |
| 8     | 80 a 84 | 16    |
| 44    | 75 a 79 | 48    |
| 36    | 70 a 74 | 44    |
| 68    | 65 a 69 | 60    |
| 84    | 60 a 64 | 72    |
| 104   | 55 a 59 | 92    |
| 140   | 50 a 54 | 148   |
| 88    | 45 a 49 | 120   |
| 108   | 40 a 44 | 88    |
| 76    | 35 a 39 | 108   |
| 68    | 30 a 34 | 80    |
| 128   | 25 a 29 | 104   |
| 100   | 20 a 24 | 72    |
| 104   | 15 a 19 | 92    |
| 108   | 10 a 14 | 84    |
| 68    | 5 a 9   | 92    |
| 24    | 0 a 4   | 56    |

## Economia

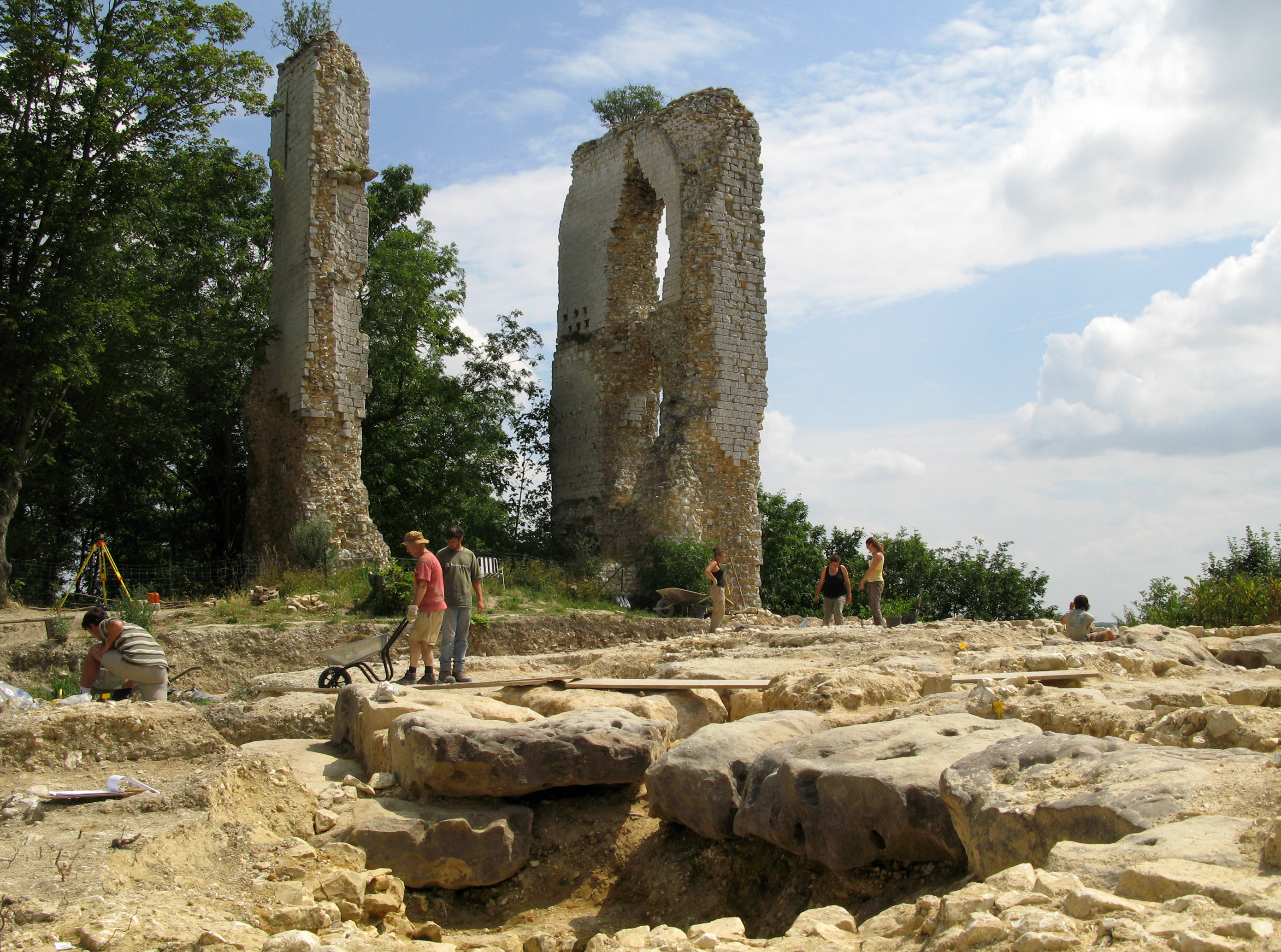
Castell

El 2007 la població en edat de treballar era de 1.933 persones, 1.361 eren actives i 572 eren inactives. De les 1.361 persones actives 1.233 estaven ocupades (652 homes i 581 dones) i 129 estaven aturades (65 homes i 64 dones). De les 572 persones inactives 241 estaven jubilades, 183 estaven estudiant i 148 estaven classificades com a «altres inactius».

### Ingressos

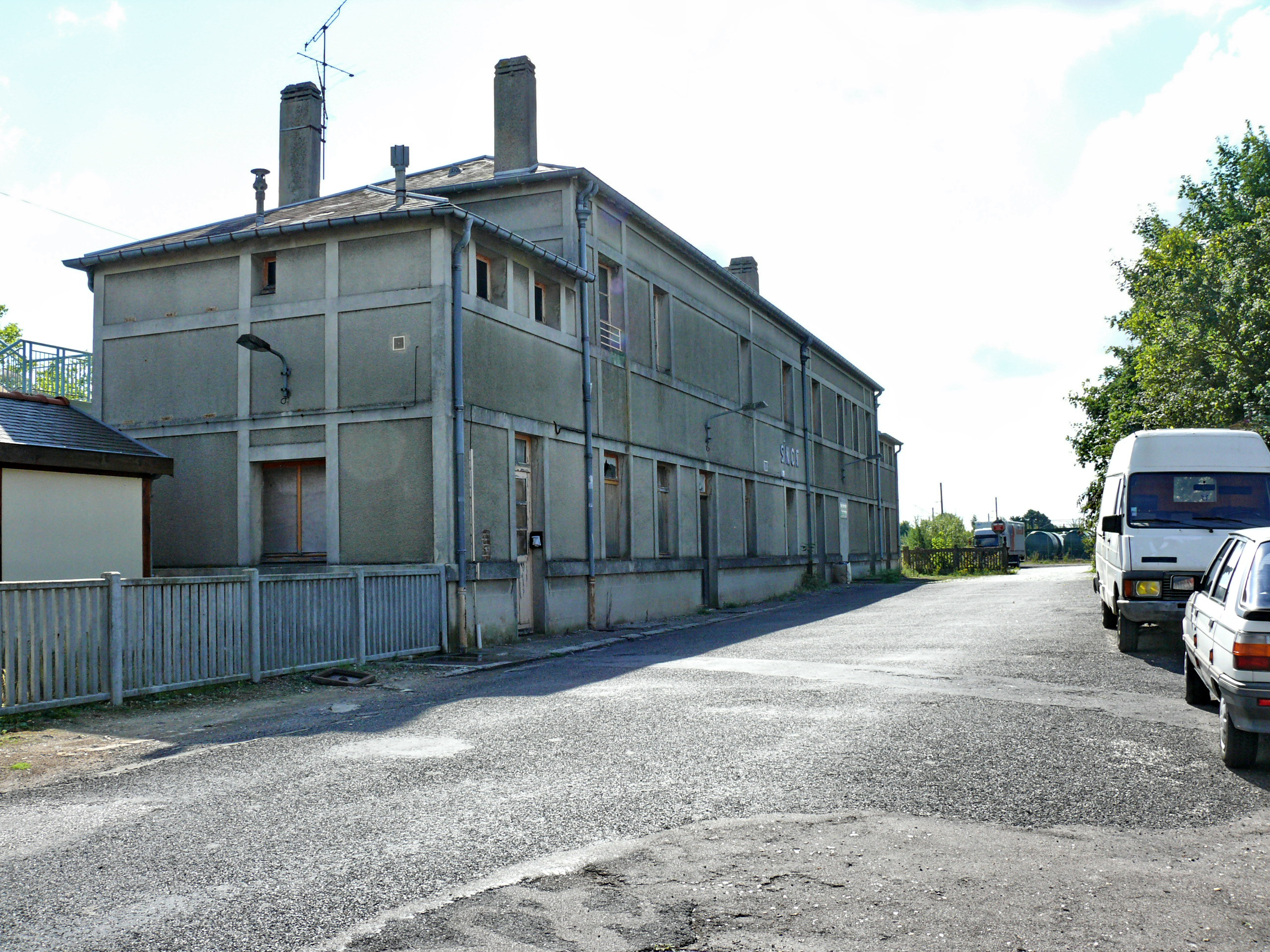
Estació de tren

El 2009 a Boves hi havia 1.197 unitats fiscals que integraven 2.970,5 persones, la mediana anual d'ingressos fiscals per persona era de 20.367 €.

### Activitats econòmiques
Dels 188 establiments que hi havia el 2007, 3 eren d'empreses extractives, 4 d'empreses alimentàries, 1 d'una empresa de fabricació de material elèctric, 12 d'empreses de fabricació d'altres productes industrials, 25 d'empreses de construcció, 37 d'empreses de comerç i reparació d'automòbils, 7 d'empreses de transport, 5 d'empreses d'hostatgeria i restauració, 1 d'una empresa d'informació i comunicació, 14 d'empreses financeres, 5 d'empreses immobiliàries, 44 d'empreses de serveis, 24 d'entitats de l'administració pública i 6 d'empreses classificades com a «altres activitats de serveis».
Dels 35 establiments de servei als particulars que hi havia el 2009, 1 era una oficina d'administració d'Hisenda pública, 1 oficina del servei públic d'ocupació, 1 oficina de correu, 2 tallers de reparació d'automòbils i de material agrícola, 2 establiments de lloguer de cotxes, 1 autoescola, 2 paletes, 3 guixaires pintors, 3 fusteries, 6 lampisteries, 4 electricistes, 2 empreses de construcció, 3 perruqueries, 1 veterinari, 1 restaurant, 1 agència immobiliària i 1 tintoreria.
Dels 10 establiments comercials que hi havia el 2009, 2 eren botiges de menys de 120 m², 2 fleques, 1 una fleca, 1 una sabateria, 1 una botiga de mobles, 1 una botiga de material de revestiment de parets i terra i 2 floristeries.
L'any 2000 a Boves hi havia 12 explotacions agrícoles que ocupaven un total de 832 hectàrees.

## Equipaments sanitaris i escolars
El 2009 hi havia dues farmàcies i dues ambulàncies. El 2009 hi havia una escola maternal i una escola elemental.

## Poblacions properes
El següent diagrama mostra les poblacions més properes.